# 紹興軌道交通
紹興軌道交通（しょうこうきどうこうつう、中文表記: 绍兴轨道交通）は、中華人民共和国浙江省紹興市において運行している地下鉄路線。

## 沿革
- 2014年に《绍兴市城市轨道交通线网规划》が作成された[3]。
- 2021年6月28日：本線が姑娘橋駅 - 中国軽紡城駅で開業[4]。
- 2022年4月29日：本線の中国軽紡城駅 - 芳泉駅間が延伸開業[5]、張墅駅は開業が一時延期された。
- 2023年7月26日：2号線が鏡湖医院駅 - 檀瀆駅間で開業[6]。
- 2024年4月1日：支線の大慶寺駅 - 黄酒小鎮駅間が開業[7]。
- 2025年6月30日：支線が会展中心駅 - 大慶寺駅間で延伸開業[8]

## 路線
- ■1号線 - 姑娘橋駅-芳泉駅
- ■1号線支線 - 黄酒小鎮駅 - 会展中心駅
- ■2号線 - 鏡湖医院駅-檀瀆駅

### 計画中
- 3号線
- 4号線